# 235 a.C.
Il 235 a.C. (CCXXXV a.C. in numeri romani) è un anno  del III secolo a.C.

## Eventi
- Roma - Il console Tito Manlio Torquato presiede la prima chiusura delle porte del Tempio di Giano, a significare periodo di pace.
- Cleomene III diventa Re di Sparta.
- Megalopoli si unisce alla Lega achea.
- Prima rappresentazione di un'opera del poeta epico e drammaturgo Gneo Nevio.

## Nati
- Gaio Lelio, politico e militare romano († 160 a.C.)

## Morti
- Han Fei, filosofo cinese sostenitore del Legismo.